# Лещук Ігор Олексійович
Ігор Олексійович Лещук (рос. Игорь Алексеевич Лещук, нар. 20 лютого 1996, Москва, Росія) — російський футболіст, воротар московського «Динамо».

## Клубна кар'єра
Ігор Лещук є вихованцем московського «Динамо». Починав грати у молодіжній першості. З 2016 року воротаря почали залучати до матчів першої команди. Паралельно з цим Лещук захищає ворота «Динамо-2» у турнірі ПФЛ.
Першу гру в основі Лещук провів у травні 2017 року у тірнірі ФНЛ. У РПЛ воротар дебютував у серпні 2019 року, коли вийшов на заміну замість основного воротаря Антона Шуніна.

## Збірна
У 2015 році Ігор Лещук у складі студентської збірної Росії брав участь у турнірі Універсіади, що проходив на полях Кореї. Також провів кілька матчів у складі молодіжної збірної Росії.